# Margot Friedländer
Margot Friedländer   (Berlín, 5 de novembre de 1921 - Berlín, 9 de maig de 2025) va ser una dona jueva alemanya centenària supervivent de l'Holocaust, que va fer de testimoni contemporani del genocidi nazi visitant escoles i institucions per a explicar les seves vivències. També va ser autora d'una autobiografia.

## Biografia
Margot Bendheim (Friendländer és el cognom del marit, que va adoptar en casar-se) va néixer en una família jueva benestant. Quan ella va néixer, la seva mare, Auguste Bendheim (de soltera, Gross), i el pare, Arthur Bendheim, van ampliar el negoci i van crear una empresa de màquines de botons i accessoris, que tenia entre la seva clientela grans empreses de moda de Berlín, Dinamarca, Suècia i els Països Baixos. Els pares van separar-se en dues ocasion i el matrimoni finalment es va divorciar l'any 1937. Aquest fet va representar un canvi en l'estatus social de Margot Bendheim, el seu germà —quatre anys més jove que ella— i la seva mare, que van anar a viure en una casa més humil. El pare va fer gestions per a emigrar amb els fills a Brasil o Shangai, però no ho va aconseguir perquè no permetia que la seva exdona emigrés amb els fills: aleshores, ell va aprofitar un viatge de negocis a Bèlgica per a refugiar-se en aquell país.
Les lleis antisemites del Tercer Reich anaven fent més i més difícil la vida quotidiana dels jueus. Bendheim volia dedicar-se al món de la moda, però hi va haver de renunciar, com també va haver de renunciar a fer esport. Va estar treballant un temps cosint vestits per a una associació jueva, però el 1941 va ser obligada a treballar en una fàbrica relacionada amb la indústria armamentística.
El mes de gener de 1943, Margot Bendheim, la seva mare i el seu germà van fer plans per fugir d'Alemanya i refugiar-se a Silèsia. Però el mateix dia que havien de marxar, quan tornava cap a casa després de fer el seu torn de nit a la fàbrica, va veure que hi havia un home sospitós en el replà de casa seva i no hi va entrar. Després va saber que el seu germà havia estat detingut per la Gestapo, juntament amb altres persones que aleshores es trobaven en el pis, i que la mare, en assabentar-se'n, va decidir lliurar-se a la policia per no deixar el seu fill sol. Mitjançant una veïna, la mare va deixar-li la seva bossa de mà, que contenia una llibreta on havia anat apuntant contactes internacionals per a possibles ajuts per marxar del país, i un collaret d'ambre; i va demanar a la veïna que li digués de part seva un missatge: «Intenta fer la teva vida». Després va saber que la mare i el germà van ser deportats a Auschwitz. Cap dels dos no va sobreviure. Ella, per evitar ser detinguda, va canviar el seu aspecte físic: es va tenyir el cabell i un cirurgià va operar-li el nas i, per passar per cristiana, duia una creu al coll. Va viure amagada a la mateixa ciutat de Berlín gràcies a l'ajut de persones que ni eren jueves ni la coneixien abans, fins que, en un control d'identitat pel carrer la van detenir i van dur-la a la comissaria. Va demanar als dos homes que l'havien detingut que la deixessin anar al lavabo, per veure si es podia escapar, però l'estratagema no li va servir, perquè l'única ventilació que tenia el lavabo era massa petita. Aleshores, camí de la comissaria va confessar que era jueva. Ho van confirmar els anomenats Greifer, persones jueves que, per evitar ser deportades, treballaven per a la Gestapo buscant persones que sabien que eren jueves perquè les havien conegut o d'altres que, pel seu aspecte, sospitaven que també eren jueves.
Va estar tancada unes setmanes en un Sammellager (centres d'internament dels jueus) en un hospital jueu i el juny de 1944 va ser deportada al camp de concentració de Theresienstadt, on van fer-la treballar primer en un taller de sastreria. Després van destinar-la a un taller on es produïen làmines de mica; havien d'anar exfoliant el mineral per obtenir-ne làmines que després s'utilitzarien com a aïllant per a la indústria.
A començament de 1945, a Theresienstadt va trobar Adolf Friedländer, a qui havia conegut a Berlín, perquè ell havia treballat a les oficines de l'associació jueva per a la qual ella havia fet vestits. Es van casar ell 30 de juny de 1945, algunes setmanes després de l'alliberament del camp de concentració. Durant uns mesos van viure en un camp de desplaçats de Baviera i el 1946 van poder emigrar als Estats Units perquè ell tenia una germana que vivia a Nova York. Als Estats Units van adoptar el cognom Friedlander (sense l'umlaut alemany damunt la lletra a). El seu marit, que va morir a Nova York el 1997, no va voler tornar mai a Alemanya; volia oblidar tot el que hi havia viscut. Ella, però, veia les coses d'una altra manera. A Alemanya hi va haver persones no jueves que van destruir la seva vida, però d'altres, també no jueves, que, el temps que va viure amagada, l'hi van salvar, arriscant la seva pròpia vida. En canvi, van ser persones jueves (els Greifer) les que van fer que fos deportada a Auschwitz. Ja vídua, Margot Fiedländer va fer un curs d'escriptura per aprendre a redactar memòries en un centre cultural jueu de Nova York i el 2008 va escriure un llibre autobiogràfic, que va titular amb el missatge que la seva mare va deixar-li a través d'una veïna, abans de caure en mans de la Gestapo: Versuche, dein Leben zu machen (Intenta fer la teva vida).
El 27 de gener de 2022, Margot Friedländer va participar en l'acte organitzat pel Parlament Europeu amb motiu del Dia Internacional de Commemoració en Memòria de les Víctimes de l'Holocaust i, un cop més, va explicar públicament el seu testimoni i va advertir del perill que allò pugui tornar a passar. Al coll duia el collaret d'ambre que li va deixar la seva mare.

## Reconeixements
El 2014, la Fundació Schwarzkopf Young Europe va donar el nom de Margot Friedländer a un premi nou per mantenir viva en les joves generacions alemanyes la memòria dels crims del nazisme. El premi recompensa projectes interactius per combatre l'antisemitisme, el racisme, l'antigitanisme i altres formes d'exclusió social.
El 1924, amb cent-dos anys, va ocupar la portada de la revista Vogue, que li va dedicar un reportatge amb fotografies fetes al Jardí Botànic de la Universitat Lliure de Berlín. En elles lluïa el collar d'ambre que era el darrer record de la seva mare.
El 4 d'abril de 2025, poques setmanes abans de morir, la Conferència de la Pau de Westfàlia a Münster li va retre un homenatge i va lliurar-li el primer Premi Especial del Premi Internacional de la Pau de Westfàlia.